# Call of Duty
Pour les articles homonymes, voir Call of Duty (homonymie) et COD.
Cet article concerne la série. Pour le premier jeu vidéo de la franchise, voir Call of Duty (jeu vidéo).
Call of Duty ou COD (en français l'« Appel du devoir ») est une série de jeux vidéo de tir à la première personne sur la guerre, dont le premier opus est publié en 2003 par le studio Infinity Ward et l'éditeur Activision. Les épisodes prennent place lors de la Seconde Guerre mondiale ou lors de conflits modernes fictifs. Le dernier épisode de la saga, Call of Duty: Black Ops 6, est sorti en 2024.
Le premier épisode est loué pour son caractère cinématographique, épique et immersif, et pour la qualité de sa réalisation technique, qui le distingue de son rival de l'époque, Medal of Honor, et impulse un élan novateur au genre des jeux de guerre. Par la suite, la série devient peu à peu notoire également et critiquée pour son point de vue géopolitique jugé trop occidental, pour ses recours à des stéréotypes, et pour sa fétichisation du pouvoir militaire.
Avec plus de 400 millions d'exemplaires vendus dans le monde en 2023, tout épisodes confondus, cette saga fait partie des saga de jeux vidéo les plus vendues de l'histoire. La série a aussi développé une scène e-sport importante sur les versions consoles, dont le point culminant est le Call of Duty Championship.

## Historique
Le premier opus, Call of Duty (développé par Infinity Ward) est commercialisé sur Microsoft Windows en 2003. Son succès a ouvert la voie à un opus différent spécialement destiné aux consoles, Call of Duty : Le Jour de gloire, développé par le studio Spark Unlimited et édité en décembre 2004 sur GameCube, PlayStation 2 et Xbox. Une version N-Gage de Call of Duty, développée par Nokia est également commercialisée en novembre 2004.
Le deuxième épisode, Call of Duty 2 a également été développé par Infinity Ward en novembre 2005 sur Microsoft Windows et Xbox 360. Un épisode développé par Treyarch, avec un scénario différent sort au même moment sur GameCube, PlayStation 2 et Xbox, sous le nom de Call of Duty 2: Big Red One.
Le troisième volet de la série, intitulé Call of Duty 3 : En marche vers Paris (Treyarch), a été commercialisé en 2006, uniquement sur consoles (Wii, PlayStation 2, PlayStation 3, Xbox et Xbox 360). Un épisode pour la PlayStation Portable, Call of Duty : Les Chemins de la victoire, développé par Amaze Entertainment, est commercialisé en mars 2007.
Le 4e épisode, nommé Call of Duty 4: Modern Warfare (Infinity Ward), est commercialisé le 9 novembre 2007, disponible sur PC et consoles. Il est le premier de la série Call of Duty ayant pour contexte un conflit moderne.
Un 5e opus nommé Call of Duty: World at War sort le 14 novembre 2008, disponible sur PC et consoles. Après la belle réussite du précédent opus, le studio Treyarch fait le choix de revenir au temps de la Seconde Guerre mondiale mais cette fois dans le Pacifique. Un opus développé par Rebellion est aussi sorti sur PlayStation 2 sous le nom Call of Duty: World at War – Final Fronts, avec un scénario totalement différent.
Infinity Ward s'est chargé du 6e épisode intitulé Call of Duty: Modern Warfare 2 sorti le 10 novembre 2009, et qui est la suite du 4e. Sortent en même temps Call of Duty: Modern Warfare - Mobilized sur Nintendo DS par n-Space, et un portage de Call of Duty 4 sur Wii par Treyarch sous le nom de Call of Duty 4: Modern Warfare - Édition Réflexes.
Le 7e épisode est développé par Treyarch. Nommé Call of Duty: Black Ops, le jeu se déroule pendant la guerre froide et pendant la guerre du Viêt Nam et est sorti le 9 novembre 2010. Activision a annoncé que Sledgehammer Games, leur nouveau studio formé par d'anciens directeurs de Visceral Games aurait pour premier titre un Call of Duty qui s'étend au genre action-aventure.
Le 8e épisode, nommé Call of Duty: Modern Warfare 3 est sorti le 8 novembre 2011, développé par Sledgehammer Games et Infinity Ward avec l'aide de Raven Software. Après cet opus, la série connait un déclin des ventes, mais aussi de sa cote de popularité,,.
Le 9e opus de la série, intitulé Call of Duty: Black Ops II, est sorti le 13 novembre 2012, développé par Treyarch et toujours édité par Activision.
Le 10e opus de la série, intitulé Call of Duty: Ghosts, est sorti le 5 novembre 2013, développé par Infinity Ward, Raven Software et par Neversoft et toujours édité par Activision.
En 2014, le développeur annonce que le temps de développement des jeux de la licence passera à trois ans grâce à l'intégration d'un troisième studio, Sledgehammer Games. Le 11e opus de la série, intitulé Call of Duty: Advanced Warfare, est sorti le 4 novembre 2014, développé par Sledgehammer Games et édité par Activision.
En avril 2015, Activision annonce la sortie pour la fin de la même année le 12e épisode de la saga, intitulé Call of Duty: Black Ops III développé par le studio Treyarch.
Le 13e opus de la série, intitulé Call of Duty: Infinite Warfare, est développé par Infinity Ward et sorti le 4 novembre 2016. Le jeu est accompagné d'une version remastérisée de Call of Duty 4: Modern Warfare.
Le 21 avril 2017, Activision annonce le 14e opus Call of Duty: WWII. Cet épisode est développé par Sledgehammer Games. Il est sorti le 3 novembre 2017.
Le 8 mars 2018, le 15e opus, Call of Duty: Black Ops IIII, est dévoilé. Cet épisode est développé par Treyarch. Il est sorti le 12 octobre 2018.
Le 30 mai 2019, Activision annonce le 16e opus Call of Duty: Modern Warfare. Cet épisode est développé par Infinity Ward. Il est sorti le 25 octobre 2019.
Le 26 août 2020, Activision dévoile le 17e opus Call of Duty: Black Ops Cold War. Cet épisode est développé par Treyarch et Raven Software. Il est sorti le 13 novembre 2020.
Le 16 août 2021, Activision annonce le 18e opus Call of Duty: Vanguard. Cet épisode est développé par Sledgehammer Games et Treyarch. Il est sorti le 5 novembre 2021.
Le 28 avril 2022, le 19e opus intitulé Call of Duty: Modern Warfare II est annoncé. Développé par Infinity Ward, il est sorti le 28 octobre 2022.
Le 20e opus, Call of Duty: Modern Warfare III, est annoncé le 8 août 2023. Développé par Sledgehammer Games, Il est sorti le 10 novembre 2023.
Le 21e opus, Call of Duty: Black Ops 6, est officialisé le 23 mai 2024. La première bande-annonce est révélée lors du Xbox Games Showcase, le 9 juin 2024. Le jeu est développé par Treyarch. Il est sorti le 25 octobre 2024

## Liste des jeux
Depuis le 13 octobre 2006, Call of Duty et Call of Duty 2 sont disponibles via Steam, la plate-forme de téléchargement de Valve Software. Tous les épisodes de Modern Warfare 2 (2009) à WWII (2017) nécessitent obligatoirement le lancement depuis la plateforme Steam sur PC. Cependant, depuis 2018 et la sortie de Black Ops 4, Activision rachète le studio Blizzard et la licence passe sur une nouvelle plate-forme, Battle.net, la plateforme d'Activision-Blizzard. En 2022, la franchise fait marche arrière en proposant le jeu vidéo Modern Warfare II sur Steam et sur Battle.net.

### Série principale
| Numéros | Nom du jeu                           | Développeur principal            | Plateformes                                                       | Date de sortie   | Ventes                              |
| ------- | ------------------------------------ | -------------------------------- | ----------------------------------------------------------------- | ---------------- | ----------------------------------- |
| 1       | Call of Duty                         | Infinity Ward                    | Windows, Mac, N-Gage, Xbox Live Arcade, PlayStation Network       | 29 octobre 2003  | 5,9 millions                        |
| 2       | Call of Duty 2                       | Infinity Ward                    | Windows, Mac, Xbox 360                                            | 25 octobre 2005  | 6,24 millions                       |
| 3       | Call of Duty 3: En marche vers Paris | Treyarch                         | PlayStation 3, Xbox 360, Wii, PlayStation 2, Xbox                 | 7 novembre 2006  | 7,2 millions                        |
| 4       | Call of Duty 4: Modern Warfare       | Infinity Ward                    | Windows, Mac, PlayStation 3, Xbox 360, Wii, Nintendo DS           | 6 novembre 2007  | 20 millions                         |
| 5       | Call of Duty: World at War           | Treyarch                         | Windows, PlayStation 3, Xbox 360, Wii, Nintendo DS, PlayStation 2 | 11 novembre 2008 | 19,8 millions                       |
| 6       | Call of Duty: Modern Warfare 2       | Infinity Ward                    | Windows, Mac, PlayStation 3, Xbox 360, Nintendo DS                | 10 novembre 2009 | 25 millions                         |
| 7       | Call of Duty: Black Ops              | Treyarch                         | Windows, Mac, PlayStation 3, Xbox 360, Wii, Nintendo DS           | 9 novembre 2010  | 31 millions                         |
| 8       | Call of Duty: Modern Warfare 3       | Infinity Ward Sledgehammer Games | Windows, Mac, PlayStation 3, Xbox 360, Wii, Nintendo DS           | 8 novembre 2011  | 30,5 millions                       |
| 9       | Call of Duty: Black Ops II           | Treyarch                         | Windows, PlayStation 3, Xbox 360, Wii U                           | 13 novembre 2012 | 29,6 millions                       |
| 10      | Call of Duty: Ghosts                 | Infinity Ward                    | Windows, PlayStation 3, Xbox 360, PlayStation 4, Xbox One, Wii U  | 5 novembre 2013  | 19,79 millions[source insuffisante] |
| 11      | Call of Duty: Advanced Warfare       | Sledgehammer Games               | Windows, PlayStation 3, Xbox 360, PlayStation 4, Xbox One         | 4 novembre 2014  | 21,78 millions[source insuffisante] |
| 12      | Call of Duty: Black Ops III          | Treyarch                         | Windows, PlayStation 3, Xbox 360, PlayStation 4, Xbox One         | 6 novembre 2015  | 26 millions[source insuffisante]    |
| 13      | Call of Duty: Infinite Warfare       | Infinity Ward                    | Windows, PlayStation 4, Xbox One                                  | 4 novembre 2016  | 13,42 millions[source insuffisante] |
| 14      | Call of Duty: WWII                   | Sledgehammer Games               | Windows, PlayStation 4, Xbox One                                  | 3 novembre 2017  | 19,31 millions[source insuffisante] |
| 15      | Call of Duty: Black Ops IIII         | Treyarch                         | Windows, PlayStation 4, Xbox One                                  | 12 octobre 2018  | 14,30 millions[source insuffisante] |
| 16      | Call of Duty: Modern Warfare         | Infinity Ward                    | Windows, PlayStation 4, Xbox One                                  | 25 octobre 2019  | 30 millions                         |
| 17      | Call of Duty: Black Ops Cold War     | Treyarch Raven Software          | Windows, PlayStation 4, Xbox One, PlayStation 5, Xbox Series      | 13 novembre 2020 | 23,78 millions[réf. nécessaire]     |
| 18      | Call of Duty: Vanguard               | Sledgehammer Games Treyarch      | Windows, PlayStation 4, Xbox One, PlayStation 5, Xbox Series      | 5 novembre 2021  | 30 millions[réf. nécessaire]        |
| 19      | Call of Duty: Modern Warfare II      | Infinity Ward                    | Windows, PlayStation 4, Xbox One, PlayStation 5, Xbox Series      | 28 octobre 2022  | -                                   |
| 20      | Call of Duty: Modern Warfare III     | Sledgehammer Games               | Windows, PlayStation 4, Xbox One, PlayStation 5, Xbox Series      | 10 novembre 2023 | -                                   |
| 21      | Call of Duty: Black Ops 6            | Treyarch Raven Software          | Windows, PlayStation 4, Xbox One, PlayStation 5, Xbox Series      | 25 octobre 2024  | -                                   |
| 22      | Call of Duty: Black Ops 7            | Treyarch Raven Software          | Windows, PlayStation 4, Xbox One, PlayStation 5, Xbox Series      | 2025             | -                                   |
| 23      | Call of Duty: Modern Warfare IV      | Infinity Ward                    |                                                                   | 2026             |                                     |

### Jeux secondaires
| Nom du jeu                                         | Développeur principal        | Plateformes                         | Date de sortie |
| -------------------------------------------------- | ---------------------------- | ----------------------------------- | -------------- |
| Call of Duty : La Grande Offensive                 | Gray Matter Interactive      | Windows, Mac                        | 2004           |
| Call of Duty : Le Jour de gloire                   | Spark Unlimited              | PlayStation 2, Xbox, GameCube       | 2004           |
| Call of Duty 2: Big Red One                        | Gray Matter Interactive      | PlayStation 2, Xbox, GameCube       | 2005           |
| Call of Duty : Les Chemins de la victoire          | Amaze Entertainment          | PlayStation Portable                | 2007           |
| Call of Duty: World at War - Final Fronts          | Rebellion Developments       | PlayStation 2                       | 2008           |
| Call of Duty: The War Collection                   | Infinity Ward, Treyarch      | Xbox 360                            | 2010           |
| Call of Duty Black Ops: Declassified               | Nihilistic Software          | PlayStation Vita                    | 2012           |
| Call of Duty: Online (uniquement en Chine)         | Tencent Games                | Windows, Mac                        | 2015           |
| Call of Duty: Modern Warfare Remastered            | Raven Software               | Windows, PlayStation 4, Xbox One    | 2016           |
| Call of Duty: Modern Warfare 2 Campaign Remastered | Beenox                       | Windows, PlayStation 4, Xbox One    | 2020           |
| Call of Duty: Warzone                              | Infinity Ward Raven Software | Windows, PlayStation 4, Xbox One    | 2020           |
| Call of Duty: Warzone 2.0                          | Infinity Ward Raven Software | Windows, PlayStation 5, Xbox Series | 2022           |

### Jeux mobiles
| Nom du jeu                        | Développeur principal           | Plateformes  | Date de sortie |
| --------------------------------- | ------------------------------- | ------------ | -------------- |
| Call of Duty: Zombies             | Ideaworks Game Studio, Treyarch | iOS          | 2009           |
| Call of Duty: Black Ops – Zombies | Ideaworks Game Studio           | Android, iOS | 2011           |
| Call of Duty: Strike Team         | The Blast Furnace               | Android, iOS | 2013           |
| Call of Duty: Heroes              | Faceroll Games                  | Android, iOS | 2015           |
| Call of Duty: Global Operations   | Elex                            | Android      | 2018           |
| Call of Duty: Mobile              | Tencent Games                   | Android, iOS | 2019           |
| Call of Duty: Warzone Mobile      | Infinity Ward                   | Android, iOS | 2024           |

### Jeux annulés
| Nom du jeu                    | Développeur principal     |
| ----------------------------- | ------------------------- |
| Call of Duty: Combined Forces | Spark Unlimited           |
| Call of Duty: Devil's Brigade | Underground Entertainment |
| Call of Duty: Vietnam         | Sledgehammer Games        |
| Call of Duty: Roman Wars      | Vicarious Visions         |

## Accueil

### Image publique
Le premier épisode est loué pour son caractère cinématique, épique et immersif, et pour la qualité de sa réalisation technique, qui le distingue de son rival de l'époque, Medal of Honor, et impulse un élan novateur au genre des jeux de guerre. Par la suite, la série devient peu à peu notoire également et critiquée pour son point de vue géopolitique jugé trop occidental, pour ses recours à des stéréotypes, et pour sa fétichisation du pouvoir militaire.

### Ventes
Le 30 novembre 2009, Activision annonce que la série s'est vendue à plus de 55 millions d'exemplaires, notamment grâce au succès sans précédent de Call of Duty: Modern Warfare 2 qui a aligné plusieurs records de ventes aux États-Unis et au Royaume-Uni. Ce record sera ensuite battu par Call of Duty: Black Ops, puis par Call of Duty: Modern Warfare 3 et enfin par Call of Duty: Modern Warfare.
Le 6 mai 2014, Activision annonce qu'en 2013 la série Call of Duty est devenu la franchise la plus vendue en Amérique du Nord pour la cinquième année consécutive.
Le 20 novembre 2014, Activision, par l'intermédiaire de Bobby Kotick (PDG d'Activision-Blizzard), annonce que les revenus engrangés par la série depuis 2003 ont dépassé les 10 milliards de dollars. Ces revenus dépassant ceux cumulés par les franchises cinématographiques Hunger Games, Transformers et Iron Man. Eric Hirshberg, PDG d'Activision, annonce également que l'opus Advanced Warfare est le jeu console le plus vendu en version numérique à son lancement de toute l'histoire.
Depuis la sortie du premier opus en 2003, la série s'est vendue à plus de 400 millions d'exemplaires dans le monde,., ce qui la place au troisième rang des séries de jeux vidéo les plus vendues.

## Controverses
La série de jeux Call of Duty est l'une de celles qui sont soupçonnées de favoriser l'agressivité.
Sortie en 2011, le modèle de commercialisation du jeu Call of Duty: Modern Warfare 3 le rend plus coûteux que les précédents, par ses extensions de jeu vidéo, extrait d'un article de Le Nouvel Observateur (2013) : « Car Call of Duty offre régulièrement en téléchargement des packs de trois cartes, à 15 € le pack. À 70, voire 75 € le jeu neuf, on rajoute ces packs téléchargeables qui atteignent parfois le nombre de 4 ou 5... Je vous laisse faire le calcul. » (…) « Vous imaginez la même chose, avec un film amputé de plusieurs scènes qu'on devrait payer ? Ou un livre avec des chapitres en moins ? ».
En 2009, avant la sortie de Call of Duty: Modern Warfare 2, des vidéos du jeu ont fait le tour d'Internet, l'une d'elles montre la quatrième mission du jeu « Pas de Russe ». Cette mission met en scène un agent de la CIA, infiltrant un groupe terroriste et tuant des civils dans un aéroport russe fictif. Cette mission a été retravaillée comme au Japon ou en Allemagne, où s'attaquer aux civils fait échouer la mission (comme dans des jeux plus récents de la série.). Au Japon, une erreur de traduction fait passer la réplique de Makarov (le méchant principal) de « Pas de Russe » à « Tuez les Russes ». En Russie, la mission est retirée du jeu.
Par mesure de sécurité en août 2011, la principale coopérative de magasins norvégiens « Coop Norge », a décidé de ne plus vendre le jeu à la suite de la double attaque meurtrière de Anders Behring Breivik, amateur de jeu vidéo, le 22 juillet 2011.
En 2013, BFM TV publie un article intitulé « Comment les profits de Call of Duty partent aux Bermudes », elle informe que « le leader mondial des jeux vidéo Activision Blizzard, filiale de Vivendi, est très rentable. Mais il ne paye quasiment aucun impôt hors des États-Unis, et notamment en France, grâce à un montage d'optimisation fiscale. » (cf. page dédiée à la concurrence fiscale).
En 2016, la bande-annonce du 13e Call of Duty, Infinite Warfare, est publiée et se fait violemment rejeter par la communauté. Elle accumule un total de 3,5 millions de pouces négatifs sur YouTube, ce qui en fait la 3e vidéo ayant le plus de pouces rouges sur la plateforme américaine.

### Droits sur la série
Call of Duty et Modern Warfare sont actuellement des marques déposées de Activision Publishing. Cependant, selon une lettre d'intention que Mike Griffith, PDG d'Activision aurait signé avec Vince Zampella et Jason West, anciens dirigeants d'Infinity Ward, ces derniers auraient personnellement des droits sur les jeux Call of Duty et Modern Warfare. Cette lettre stipulerait 3 conditions : « l'autorité créative de West et Zampella sur le développement de tous les jeux sous la licence Modern Warfare (ou tout autre Call of Duty ayant pour thème l'après-guerre du Viêt Nam ou le futur), ainsi que le contrôle total d'Infinty Ward (un tel jeu nécessiterait l'approbation écrite de West et Zampella) ; le droit de Zampella et West à opérer indépendamment Infinity Ward, ainsi que la possibilité de développer une nouvelle licence après avoir fini Modern Warfare 2 ; le paiement d'une redevance (en plus du salaire et des bonus) à tous les employés d'Infinity Ward pour chaque jeu Call of Duty, une autre pour les jeux Modern Warfare et une redevance technologique pour les jeux d'Activision utilisant une technologie significative d'Infinity Ward. »
Or, Activision a licencié ces deux employés le 1er mars 2010 pour « ruptures de contrats » et « insubordination ». La compagnie considère également que les droits de la franchise leur appartient complètement. Zampella et West ont porté plainte contre Activision, et réclament les droits sur la série (ainsi qu'une redevance impayée). Si Zampella et West arrivent à faire valoir leurs droits au tribunal, Activision ne pourra plus éditer de titre Modern Warfare sans leurs autorisations. Le procès débute le 29 mai 2012. Aux dernières nouvelles en date de juin 2012, ils en seraient venus à un accord à l'amiable, les deux parties n'ayant pas exposé leurs modalités ; il en faudra noter donc, que durant le procès, la somme demandée par les deux créateurs Zampella et West était de deux milliards de dollars et que l'action d'Activision a baissé le jeudi suivant la fin du procès (dû au retrait des plaintes des deux compères) de plusieurs pourcents.

### Bannissements abusifs
Le 26 septembre 2024, l'UFC Que Choisir dépose deux plaintes au tribunal judiciaire de Versailles contre Activision, pour le "bannissement abusif" de certains joueurs. 
S'appuyant sur près de 150 témoignages, l'association reproche à l'entreprise de bannir des joueurs, souvent pour des motifs de triche, sans réelles justifications. Les acheteurs, bannis temporairement ou définitivement, sont donc lésés financièrement, perdant l'accès à un bien virtuel représentant parfois plusieurs centaines d'euros. Et cela touche même les joueurs sur console, selon Magali Buttard, responsable du service juridique d’UFC Que-Choisir. 
D'autre part, l'Union reproche également à Activision son manque de transparence vis-à-vis des clients sur la possibilité d'être banni, ce qui en ferait "une pratique commerciale trompeuse". Par ailleurs, l'association estime que "la limitation, en pratique, de la durée d’utilisation du jeu peut également être constitutif du délit d’obsolescence programmée".